# Нюнькаракутари
Нюнькаракутари (также Нюнькараку-Тари) — река в России, протекает по территории Таймырского Долгано-Ненецкого района Красноярского края. Правая составляющая реки Бикада-Нгуома. Длина реки составляет 192 км. Площадь водосборного бассейна — 5370 км².
Исток находится в горах Бырранга в восточной части полуострова Таймыр, к югу от истока реки Ленинградской, на высоте более 360 м над уровнем моря. От истока течёт преимущественно на юго-запад в термокарстовой речной долине среди горной тундры. Приняв справа приток, реку Трубка, резко поворачивает на юго-восток. В среднем и нижнем течении выходит на равнину, принимает сток из озера Равнинное. Берега в низовьях участками заболочены, большое количество некрупных озёр в пойме. Сливаясь с рекой Малахайтари, образует реку Бикада-Нгуома. В нижнем течении ширина реки достигает 177 м при глубине 1 м, скорость течения — 0,5-0,6 м/с. Постоянные поселения на реке отсутствуют.

## Основные притоки
Указаны поименованные притоки длиной 30 км и более
| Название      | Расстояние от устья | Длина | Положение |
| ------------- | ------------------- | ----- | --------- |
| Река Ожидания | 35                  | 85    | левый     |
| Нераходьятари | 44                  | 48    | левый     |
| Няньсуяму     | 50                  | 134   | правый    |
| Сборная       | 76                  | 35    | левый     |
| Романова      | 98                  | 69    | левый     |
| Сочавы        | 113                 | 59    | левый     |
| Парная        | 143                 | 30    | правый    |

## Данные водного реестра
По данным государственного водного реестра России и геоинформационной системы водохозяйственного районирования территории РФ, подготовленной Федеральным агентством водных ресурсов:
- Бассейновый округ — Енисейский
- Речной бассейн — Нижняя Таймыра
- Речной подбассейн — нет
- Водохозяйственный участок — Нижняя Таймыра (включая озеро Таймыр) и другие реки бассейна Карского моря от западной границы бассейна реки Каменная до мыса Прончищева
- Код водного объекта — 17030000112116100141109